# Galerie TIC
Galerie TIC je umělecká galerie v Brně, kterou provozuje městská organizace TIC Brno. Je umístěna v historickém centru Brna v Radnické ulici 366/4 v Langově domě (též dům U dobrého pastýře). Galerie TIC sestává z několika samostatných výstavních prostor s vlastním zaměřením a vlastními kurátory: Galerie mladých, Galerie U Dobrého pastýře a Galerie Kontext, dříve též Galerie Kabinet.
Nejstarší Galerie mladých byla založena v roce 1967 na popud teoretika umění Igora Zhoře. Zaměřuje se na prezentaci mladých umělců, tedy nastupující umělecké generace především z okruhu studentů a čerstvých absolventů českých uměleckých vysokých škol. Galerie U Dobrého pastýře, jejíž zaměření se naopak týká již etablovaných uměleckých osobností, vznikla v roce 1992; zásluhu na tomto činu má tehdejší kurátorka Galerie mladých Alena Gálová. Roku 2002 byla založena Galerie Kabinet jakožto prostor pro představení komorních uměleckých souborů autorů různých generací; v roce 2020 však byla zrušena. Nejmladší Galerie Kontext využívá galerijní foyer se čtyřmi nikami, kde prezentuje současné umění. Vznikla roku 2020, nicméně navazuje na doplňkový výstavní program z předchozích let.
V prostorách Galerie TIC dočasně promítalo v letech 2017–2019 během své rekonstrukce Kino Art, které zde vytvořilo kinosál o kapacitě 40 míst s názvem No Art. Posléze zde začalo ve spolupráci Galerie TIC s Kinem Art fungovat malé klubové Kino CIT.